# René Villarreal
René Villarreal (nacido en Monterrey, Nuevo León) es un cineasta, guionista, productor y editor mexicano reconocido internacionalmente que ha trabajado en más de 40 películas.

## Biografía
René U. Villarreal nació en Monterrey, Nuevo León, México. Estudió en el Instituto Tecnológico y de Estudios Superiores de Monterrey (ITESM), en la Escuela de Estudios Superiores en Ciencias Sociales (EHESS) en Francia y en el American Film Institute Center for Advanced Film and Television Studies en Los Ángeles, California. Dirigió varios cortometrajes en México, Los Ángeles y París y en 2008 “Cumbia Callera” fue su primer largometraje, reconocido internacionalmente. En 2010 dirigió “Actos Heroicos”, un cortometraje de 5 minutos que ve de manera sarcástica la Revolución Mexicana en la celebración centenaria del país, y en 2014 terminó “Jhoyero”, su segundo largometraje. Además tiene una compañía cinematográfica llamada Cumbia Regia Films, S. A. de C. V.

## Filmografía
| Título                                                                    | Año  | Rol                                     | Nota         |
| ------------------------------------------------------------------------- | ---- | --------------------------------------- | ------------ |
| El desencarnado                                                           | 1978 | Director y guionista                    | Cortometraje |
| La flâneur                                                                | 1983 | Director, productor y editor            | Cortometraje |
| ¿Qué te ha dado esa mujer?                                                | 1987 | Director, guionista y productor         | Cortometraje |
| La ligne                                                                  | 1992 | Productor                               | Cortometraje |
| Sus demonios                                                              | 2003 | Director, guionista y editor            | Cortometraje |
| Cumbre de Monterrey (Reflexiones locales en torno a una propuesta global) | 2004 | Director, guionista, productor y editor | Documental   |
| Cumbia Callera                                                            | 2007 | Director, guionista, productor y editor | Largometraje |
| Actos Heroicos                                                            | 2010 | Director, guionista, productor y editor | Cortometraje |
| Jhoyero                                                                   | 2015 | Director, guionista, productor y editor | Largometraje |

Además ha participado en 41 largometrajes como primer asistente de director, colaborando con directores como Alfonso Cuarón, Arturo Ripstein, Jorge Fons, Maryse Sistach, Alex Cox y Alfonso Arau, entre otros.

## Premios
Festival Internacional de Cine de Moscú (2008)
- Ganador a Mejor Película de Competencia de Perspectivas (Silver St. George) por "Cumbia Callera"

Festival de Cine Santa Cruz, Bolivia (2008)
- Ganador a Mejor Película de Cinematógrafo Emergente por "Cumbia Callera"

- Ganador al Kodak Best Debut Award (2008) por "Cumbia Callera"

Festival Internacional de Saint-Jean-de-Luz, Francia (2008)
- Ganador a Mejor Película de un Nuevo Director por "Cumbia Callera"

Festival Internacional de Cine Punta del Este, Uruguay (2009)
- Ganador del Audience Award por "Cumbia Callera"